# ماتياس شتراوس
ماتياس شتراوس (بالألمانية: Matthias Strauss)‏ (و. 1956  م) هو لاعب كرة سلة ألماني، ولد في فرانكفورت، شارك في بطولة أمم أوروبا لكرة السلة 1981، وبطولة أمم أوروبا لكرة السلة 1983، مركز لعبه هو مدافع مسدد الهدف.

## روابط خارجية
- ماتياس شتراوس على موقع الاتحاد الدولي لكرة السلة (الإنجليزية)
- ماتياس شتراوس على موقع بروبوليرز (الإنجليزية)